# 阮福綿宇
阮福綿宇（越南语：／，1822年2月21日—1849年11月17日），越南阮朝明命帝第十五子，生母宮人阮氏永。
明命三年正月二十九日（1822年2月21日），阮福綿宇在順化皇城出生。年少好學。明命二十一年（1840年）正月，受封為樂化郡公（越南语：／）。嗣德二年十月初三日（1849年11月17日），阮福綿宇去世，壽二十八歲，賜諡和慎。葬於承天府香水縣居正總月瓢社，在香茶縣富春總營市邑建祠祭祀。

## 子女
阮福綿宇有10子3女。後裔按御賜火字部起名。
- 五子阮福洪灼，襲封畿外侯。
  - 孙阮福膺營，舉人，協佐大學士[3]

## 外部鏈接
- 樂化房 （页面存档备份，存于）